# 이영현 (가수)
이영현(1981년 12월 25일 ~ )은 대한민국의 가수로, 그룹 빅마마의 일원이다. 동아방송예술대학교 영상음악과를 졸업하였으며, CI 엔터테인먼트 소속이다.

## 학력
- 진명여자고등학교
- 동아방송예술대학교 영상음악계열

## 경력
2003년 그룹 빅마마의 1집 앨범 《Like The Bible》을 발매하면서 데뷔하였다.

## 음반 활동

### 빅마마

#### 정규 앨범
- 《Like The Bible》 (2003년 2월 6일)
- 《It's Unique》 (2005년 5월 18일)
- 《For The People》 (2006년 10월 13일)
- 《Blossom》 (2007년 10월 2일)
- 《5》 (2010년 3월 23일)

#### 캐롤 앨범
- 《Big Mama`s Gift》(2005년 11월 23일)
- 《For the Christmas》(2006년 11월 27일)

#### 싱글
- 《단비＊Danbi》(2008년 1월 10일)
- 《네 꿈은 뭐니? OST》(2008년 1월 16일)
- 《Happy Birthday To You》(2008년 7월 30일)
- 《절대》(2010년 7월 13일)

### 개인

#### 솔로 앨범
- 《Take It》(2009년 11월 5일)
- 《하모니 OST》(2009년 12월 22일) - 이영현&제아
- 《세자매 OST Part.1》(2010년 4월 20일)
- 《사랑 참 밉다》(2010년 10월 14일)
- 《괜찮아, 아빠딸 OST Part.2》(2010년 12월 13일)
- 《김형석 with 이영현》(2010년 12월 27일)
- 《공주의 남자 OST Part.3》(2011년 8월 4일)
- 《여인의 향기 OST Part.3》(2011년 8월 12일)
- 《Diva Project》(2011년 8월 24일)
- 《박근태 Black Label 3》(2011년 10월 13일)
- 《이별사랑 3rd T-Project》(2011년 12월 22일)
- 《패션왕 OST Part.4》(2012년 4월 20일)
- 《PLUS+》(2012년 6월 5일)
- 《야왕 OST Part.7》(2013년 3월 19일)
- 《굿닥터 OST Part.1》(2013년 8월 5일)
- 《중독》(2013년 12월 12일)
- 《너 잖아》(2014년 2월 28일)
- 《Good Luck》(2014년 9월 15일)
- 《곁》(2014년 12월 30일) - 이영현&소향
- 《왼손》(2015년 2월 25일)
- 《바보 같은 건》(2015년 5월 29일)
- 《새벽집》(2016년 2월 2일)
- 《내게 올래》(2021년 4월 19일)

## 수상 내역

### 빅마마
- 2003년 SBS 가요대전 신인상
- 2003년 MBC 10대 가수 가요제 10대 가수상
- 2003년 Mnet KM 뮤직비디오 페스티벌 그룹부문 신인상, 최우수 작품상
- 2003년 제18회 골든디스크 시상식 여자 신인상, 뮤직비디오 작품상
- 2003년 KMTV 코리안 뮤직 어워드 그룹부문 신인상
- 2003년 제14회 서울가요대상 그룹부문 신인상
- 2004년 제1회 한국대중음악상 그룹부문 올해의 가수상
- 2005년 KBS 가요대상 올해의 가수상
- 2006년 제18회 한국방송프로듀서상 가수상

### 이영현
- 2000년 강변가요제 특별상

## 출연 작품

### 예능
- 2012년 MBC 《우리들의 일밤 - 나는 가수다》
- 2012년 MBC 《우리들의 일밤 - 나는 가수다 II》
- 2015년 JTBC 《백인백곡 끝까지 간다》
- 2015년 MBC 《미스터리 음악쇼 복면가왕》 - 노래하는 트리케라톱스
- 2016년 JTBC 《투유 프로젝트 - 슈가맨》
- 2016년 MBC 《듀엣가요제》
- 2016년 KBS2 《불후의 명곡 - 전설을 노래하다》
- 2016년 tvN 《노래의 탄생》
- 2016년, 2021년 KBS2  《유희열의 스케치북》
- 2021년 MBC 《미스터리 음악쇼 복면가왕》 - 한 번 열리면 정신 못 차릴 걸? 보물상자
- 2021년 KBS2 《불후의 명곡 - 전설을 노래하다》
- 2021년 MBC 《놀면 뭐하니?》
- 2022년 MBC 《황금어장 라디오스타》
- 2022년 TV조선 《화요일은 밤이 좋아》
- 2022년 SBS F!L 《외식하는 날 버스킹》